# Port de Tampere
Le port de Tampere (finnois : Tampereen satama) (LOCODE: FI TMP) désigne des zones portuaires situées sur les rives  des lacs  Näsijärvi et Pyhäjärvi à Tampere.

## Présentation
Ces zones rendant des services de transports de voyageurs sont principalement la rive proche de la place Laukontori et du port de Mustalahti.

## Statistiques
La fréquentation annuelle évolue comme suit,,,,:
| année                     | 2011   | 2012   | 2013   | 2014   | 2015   |
| ------------------------- | ------ | ------ | ------ | ------ | ------ |
| Nombre total de voyageurs | 94 768 | 70 075 | 80 812 | 68 796 | 71 750 |